# Furanafushi
Furanafushi (parfois Furan-Nafushi, anciennement Puranna Pura)  est une petite île inhabitée des Maldives. Elle constitue une des îles-hôtel des Maldives en accueillant le Furana Tourist Resort depuis 1973, désormais le Sheraton Full Moon Beach Resort. L'île voisine la petite île de Gaagandhoo.

## Géographie
Furanafushi est située dans le centre des Maldives, dans le Sud-Est de l'atoll Malé Nord, dans la subdivision de Kaafu, à proximité de la capitale Malé. 